# D.A.F.T.: A Story About Dogs, Androids, Firemen and Tomatoes
| Đánh giá chuyên môn | Đánh giá chuyên môn |
| Nguồn đánh giá      | Nguồn đánh giá      |
| Nguồn               | Đánh giá            |
| ------------------- | ------------------- |
| AllMovie            | [ 2 ]               |
| The A.V. Club       | Tích cực            |

D.A.F.T.: A Story About Dogs, Androids, Firemen and Tomatoes là bộ sưu tập video của bộ đôi nhạc điện tử người Pháp Daft Punk được phát hành vào ngày 15 tháng 11 năm 1999. Nó bao gồm các video âm nhạc của sáu bài hát trong album Homework (1997) của họ. Mặc dù tiêu đề của nó bắt nguồn từ sự xuất hiện của chó ("Da Funk" và "Fresh"), người máy ("Around the World"), lính cứu hỏa ("Burnin'") và cà chua ("Revolution 909") trong video, một cốt truyện gắn kết không kết nối được các tình tiết của nó.
DVD chứa các video của bốn đĩa đơn và hai ca khúc trong album Homework. Mỗi video ca nhạc đều có một bộ phim tài liệu "đằng sau những cảnh quay", ngoại trừ "Rollin' & Scratchin'", có video âm nhạc là buổi biểu diễn trực tiếp tại Nhà hát Mayan, Los Angeles, California.

## Danh sách nội dung
1. "Da Funk"
  - Video âm nhạc với bản nhạc gốc
  - Video âm nhạc với thuyết minh của Spike Jonze
  - "Đằng sau những cảnh quay" với bản remix "Ten Minutes of Funk" của Armand van Helden
  - "Đằng sau những cảnh quay" với tiếng ồn của đoàn làm phim tại điểm quay
  - "Đằng sau cái đầu chó" với "On Da Rocks" của Thomas Bangalter
2. "Around the World"
  - Video âm nhạc với bản nhạc gốc
  - Video âm nhạc với thuyết minh của Michel Gondry
  - "Đằng sau những cảnh quay" với bản "Mellow Mix" của Masters at Work
  - "Đằng sau những cảnh quay" với tiếng ồn của đoàn làm phim tại điểm quay
  - Storyboard
  - Trong phòng học với Michel Gondry
3. "Burnin'"
  - Video âm nhạc với bản nhạc gốc
  - Video âm nhạc với thuyết minh của Seb Janiak
  - "Đằng sau những cảnh quay" với bản "Cut Up Mix" của Ian Pooley
  - "Đằng sau những cảnh quay" với tiếng ồn của đoàn làm phim tại điểm quay
  - Storyboard
4. "Revolution 909"
  - Video âm nhạc với bản nhạc gốc
  - Video âm nhạc với thuyết minh của Roman Coppola
  - "Đằng sau những cảnh quay" với bản "Revolutionary War Mix" của Roger Sanchez và Junior Sanchez
  - "Đằng sau những cảnh quay" với tiếng ồn của đoàn làm phim tại điểm quay
5. "Fresh"
  - Video âm nhạc với bản nhạc gốc
  - Video âm nhạc với thuyết minh của Daft Punk
  - "Đằng sau những cảnh quay" với bản nhạc gốc
  - "Đằng sau những cảnh quay" với tiếng ồn của đoàn làm phim tại điểm quay
  - "Diễn tập các cảnh quay" với bản nhạc gốc và tiếng ồn của đoàn làm phim tại điểm quay
  - Storyboard
  - Album ảnh
6. "Rollin' & Scratchin'"
  - Đạo diễn bởi Philip Richardson
  - Đạo diễn bởi chính bạn